# Boy in da Corner
Boy in da Corner to debiutancki album rapera Dizzee Rascal, wydany 21 lipca 2003 roku nakładem XL Recordings w Wielkiej Brytanii i Matador Records w Stanach Zjednoczonych.
Album został dobrze przyjęty przez krytyków. Dizzee Rascal dzięki niemu został pierwszym raperem, który wygrał Mercury Prize. Album znalazł się na 23. miejscu listy UK Albums Chart. W USA płyta rozeszła się w nakładzie 58 000 egzemplarzy, a na całym świecie sprzedano dotychczasowo 250 000 kopii.

## Lista utworów
1. "Sittin' Here" – 4:05
2. "Stop Dat" – 3:40
3. "I Luv U" – 4:05
4. "Brand New Day" – 4:00
5. "2 Far" (feat Wiley) – 3:07
6. "Fix Up, Look Sharp" – 3:44
7. "Cut 'Em Off" – 3:53
8. "Hold Ya Mouf" (feat God's Gift) – 2:55
9. "Round We Go" – 4:13
10. "Jus' a Rascal" – 3:39
11. "Wot U On?" – 4:50
12. "Jezebel" – 3:36
13. "Seems 2 Be" – 3:46
14. "Live O" – 3:35
15. "Do It" – 4:06
16. "Vexed" – 4:11 (bonusowy track dla amerykańskiej edycji płyty)